# Geniascota lacteata
Geniascota lacteata là một loài bướm đêm trong họ Noctuidae.